# Carega (pohoří)
Horská skupina Carega (známé také jako hřeben Carega) je masiv nalézající se v pohoří Piccole Dolomiti ve Vicentinských Alpách, na hranici mezi provincií Vicenza, provincií Verona a provincií Trento, táhnoucí se od průsmyku Passo della Lora k průsmyku passo di Campogrosso. Nejvyšším vrcholem je Cima Carega (2259 m). Masiv leží celý v provincii Trento a těsně pod vrcholem se zvedá útočiště rifugio Mario Fraccaroli.

## Poloha
Na druhé straně Lessinských Alp, severovýchodně od hluboké kotliny Val di Ronchi, se nachází široký vápencový masiv horské skupiny Carega.
Na severozápadě je ohraničena horou Coni Zugna, na severovýchodě průsmykem passo di Campogrosso (který ji odděluje od pohoří Sengio Alto), na východě obcí Recoaro Terme v údolí Valle dell'Agno, na jihu údolím Revolto a průsmykem Pertica a na jihozápadě údolím Ronchi.

## Charakteristika
Masiv se vyznačuje strmými svahy, zejména jižními a severovýchodními, které nabízejí přístupové cesty do horní části hory, jež jsou velmi zajímavé z horolezeckého a krajinářského hlediska. Tzv. vaje jsou hluboké, strmé rokle dolomitického charakteru, které do dolomitu po tisíciletí vyhloubila erozní činnost vody, větru a dalších atmosférických činitelů.
V horní části se vyskytují jak dolomitické aspekty a velmi strmé stěny (jako v Costa Media), tak i alpštější charakteristiky s širokými, zvlněnými lučními údolími.

### Bližší rozčlenění
Při pohledu na horskou skupinuCarega od severozápadu k jihovýchodu lze rozlišit několik podskupin.
Masiv del Coni-Zugna
- Zugna Torta (1258 m)
- Monte Zugna (1857 m)
- Coni Zugna (1772 m)
- Cima Selvata (1708 m)

Masiv del Cherle
- Pala dei Tre Compagni (1702 m)
- Guglia Due Amici (1798 m)
- Cima Levante (2020 m)
- Cima della Neve (2157 m)
- Cima Posta (2215 m)
- Cima del Cherlòng (2210 m)
- Castello del Cherle (2102 m)

Nodo Centrale
- Cima Carega (2259 m)
- Cima Posta (2215 m)
- Cima Mosca (2141 m)
- Il Molare (2180 m)
- Punta di Mezzodì (1858 m)
- Torre Giordani (1950 m)
- Cima Madonnina (2140 m)
- Cima Tibet (2098 m)
- Punta Lessinia (1900 m)
- Cengia di Pertica (1743 m)

Il Fumante
- Monte Obante (2067 m)
- Punta Lovaraste (1939 m)
- Cima principale (1983 m)
- Cresta Alta (1930 m)
- Punta Sibele (1870 m)
- Guglia GEI (1830 m)
- Guglia Berti (1925 m)

Catena delle Tre Croci
- Monte Plische (1991 m)
- Cima Tre Croci (1939 m)
- Monte Zevola (1976 m)
- Monte Gramolon (1814 m)
- La Bella Lasta (1682 m)
- Cima di Lobbia (1676 m)
- Cima del Mesole (1672 m)
- Cima Marana (1554 m)

## Přístupové cesty
Hlavní a jediná přístupová trasa, která je sjízdná, vede z údolí Val d'Illasi (provincie Verona), které je však uzavřeno pro automobilovou dopravu s výjimkou správců chat a pověřených osob. Na rifugio Scalorbi (1767 m n. m.) poblíž průsmyku Pelagatta se tak lze dostat poměrně pohodlně po polní cestě, z níž je výjimečný výhled na údolí Valle dell'Agno a rovinu. Odtud vede stará válečná soumarská stezka na vrchol Cima Carega a k rifugio Fraccaroli.
Dalšími zajímavými trasami jsou výstup na Passo della Lora a Sentiero de l'Omo e la Dona z jižního svahu nebo náročnější Vaio Pelagatta; z východního svahu jsou velmi zajímavé a náročné Vaio dei Colori a Vaio dei Camosci a Vallone di Pissavacca, zatímco klasická Boale dei Fondi je jednodušší.
Velmi zajímavý je výstup (i sestup) přes jižní pevnost hory Obante, známou díky svému výraznému dolomitovému charakteru jako "Fumante Spires". Odtud je možné sestoupit do průsmyku passo di Campogrosso přes Giaron della Scala nebo Prà degli Angeli.

## Turistika
Rozsáhlý masiv je protkán hustou sítí horských chodníků a několika proslulými cestami via ferrata.
Masiv Carega byl po celé století hojně navštěvován horolezci a na jeho hřebenech se odehrály i krvavé události první světové války. Pozornost horolezců se soustředila zejména na východní úbočí masivu, kde se nacházejí nejcharakterističtější skalní útvary. V období mezi dvěma světovými válkami se na hřebeni pohybovaly osobnosti jako Francesco Meneghello, Severino Casara, Gino Soldà, Umberto Conforto, Raffaele Carlesso a Giuseppe "Pino" Fox. Později byly vytyčeny podél stěn věží i trasy se značnou obtížností. Dnes se trasy znásobily a došlo také k rozmachu zimního horolezectví podél velkých vajos na východním svahu, které nabízejí cesty všech druhů obtížnosti.

## Galerie

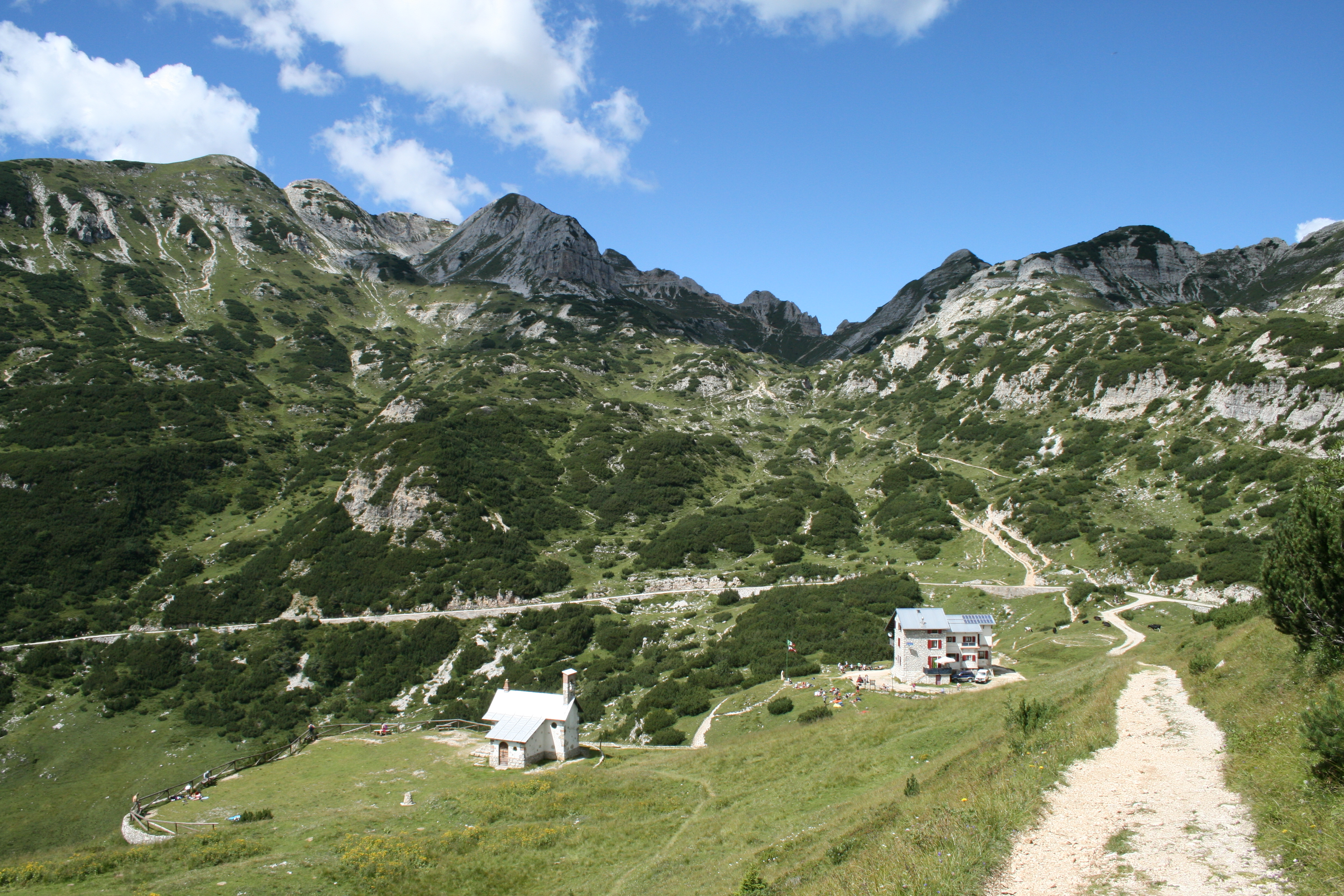
rifugio Scalorbi v průsmyku Pelagatta.
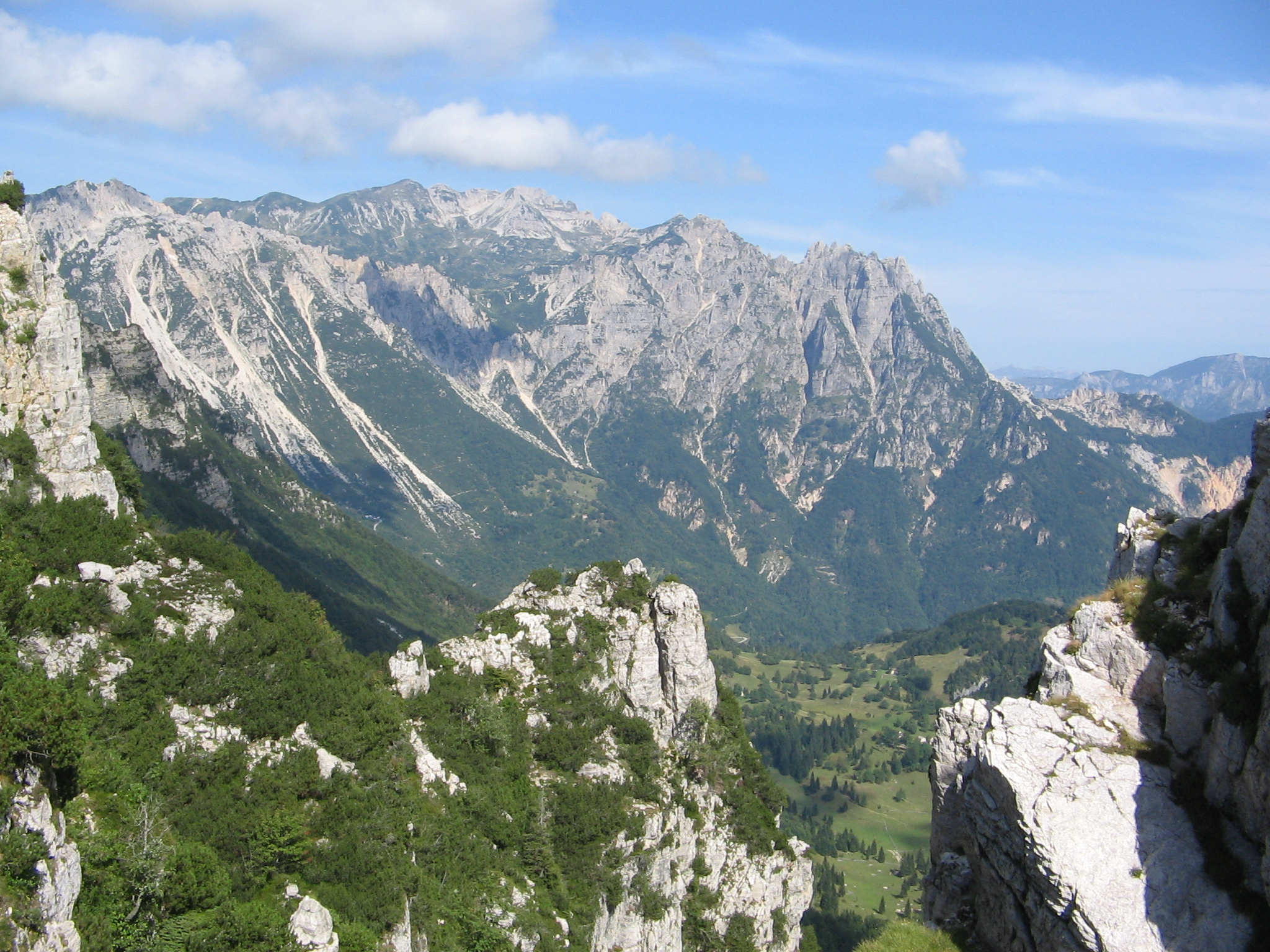
pohoří Carega
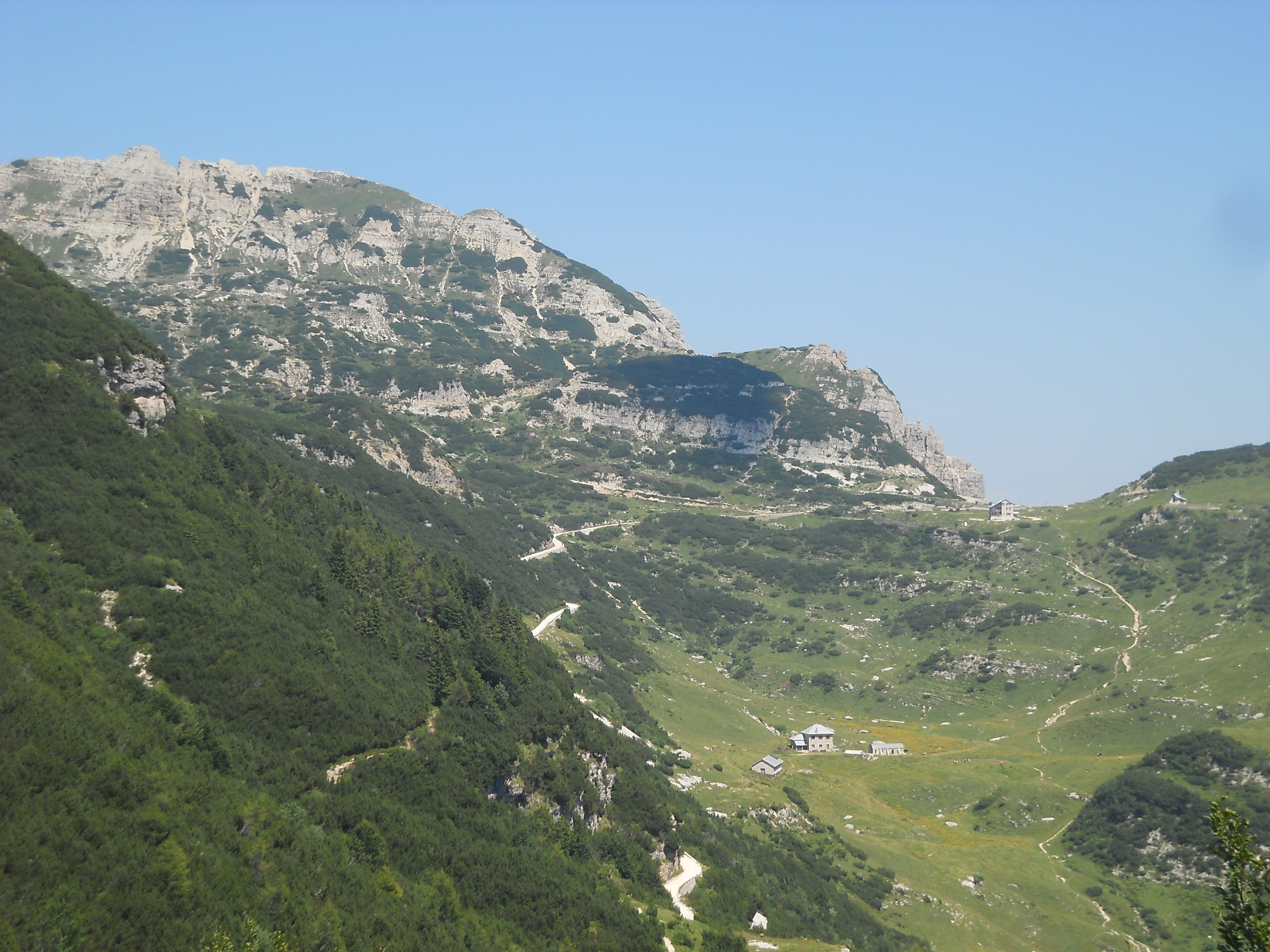
Gruppo Carega - Cima Moscal
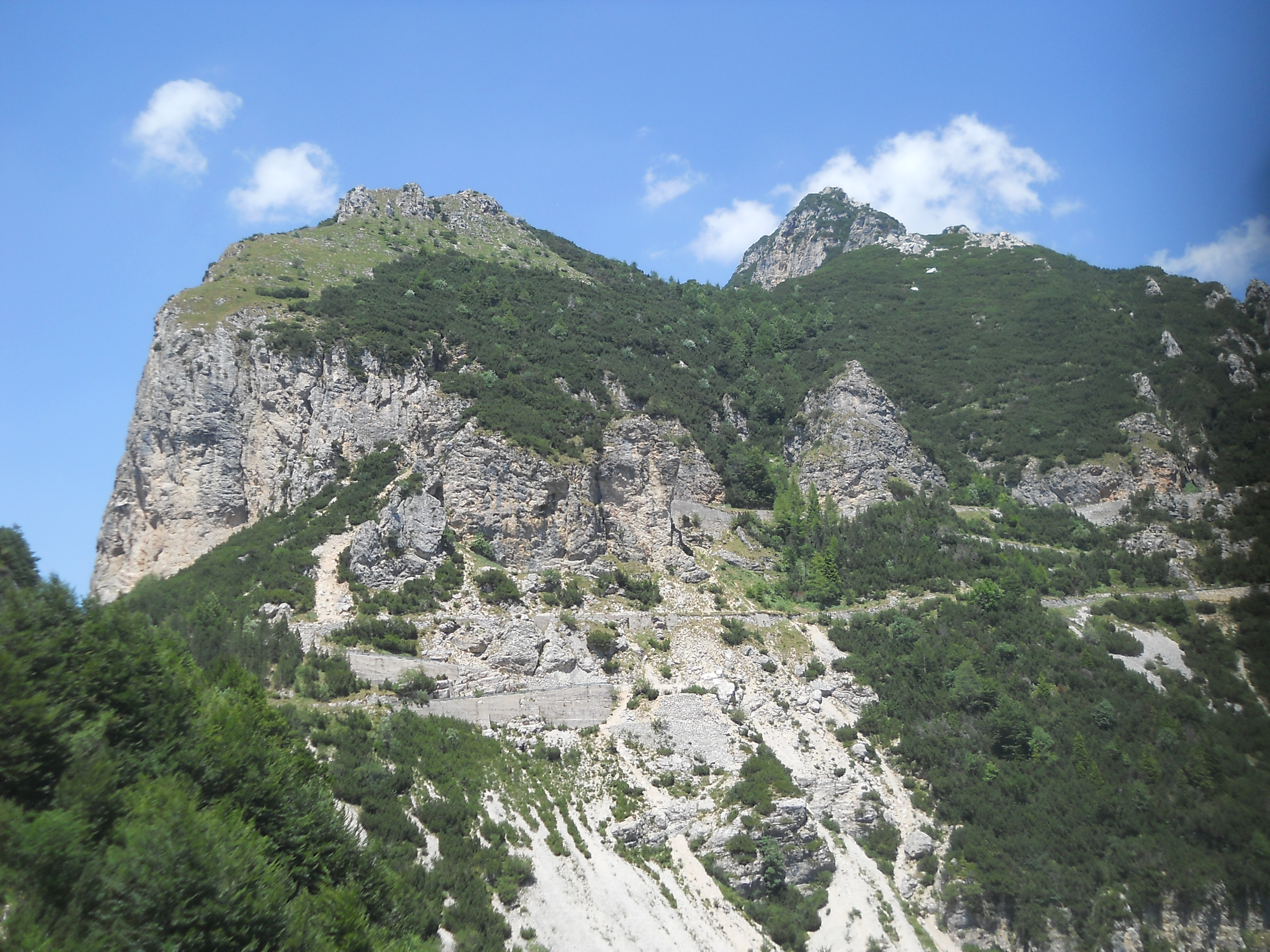
pohoří Carega
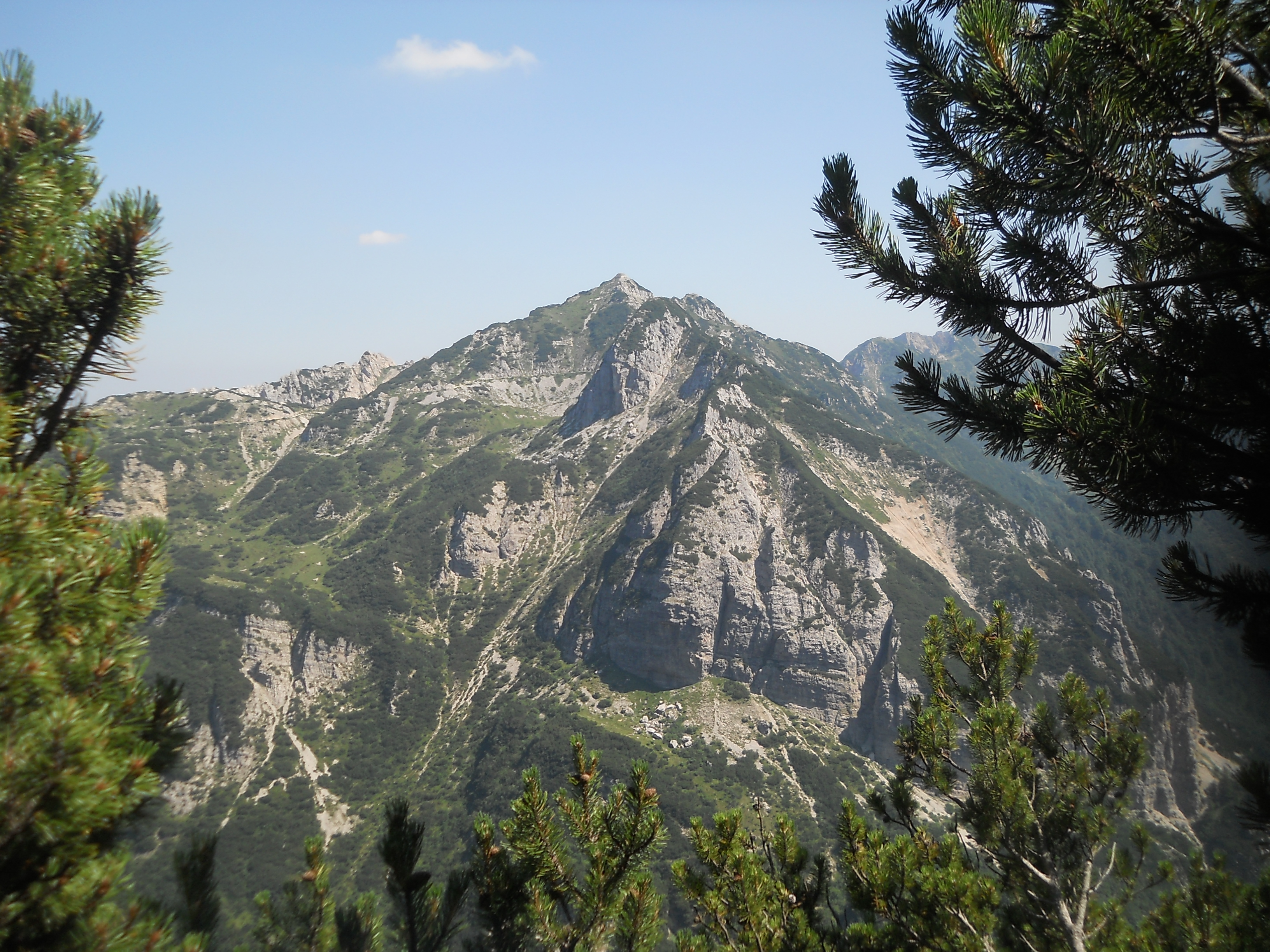
pohoří Carega
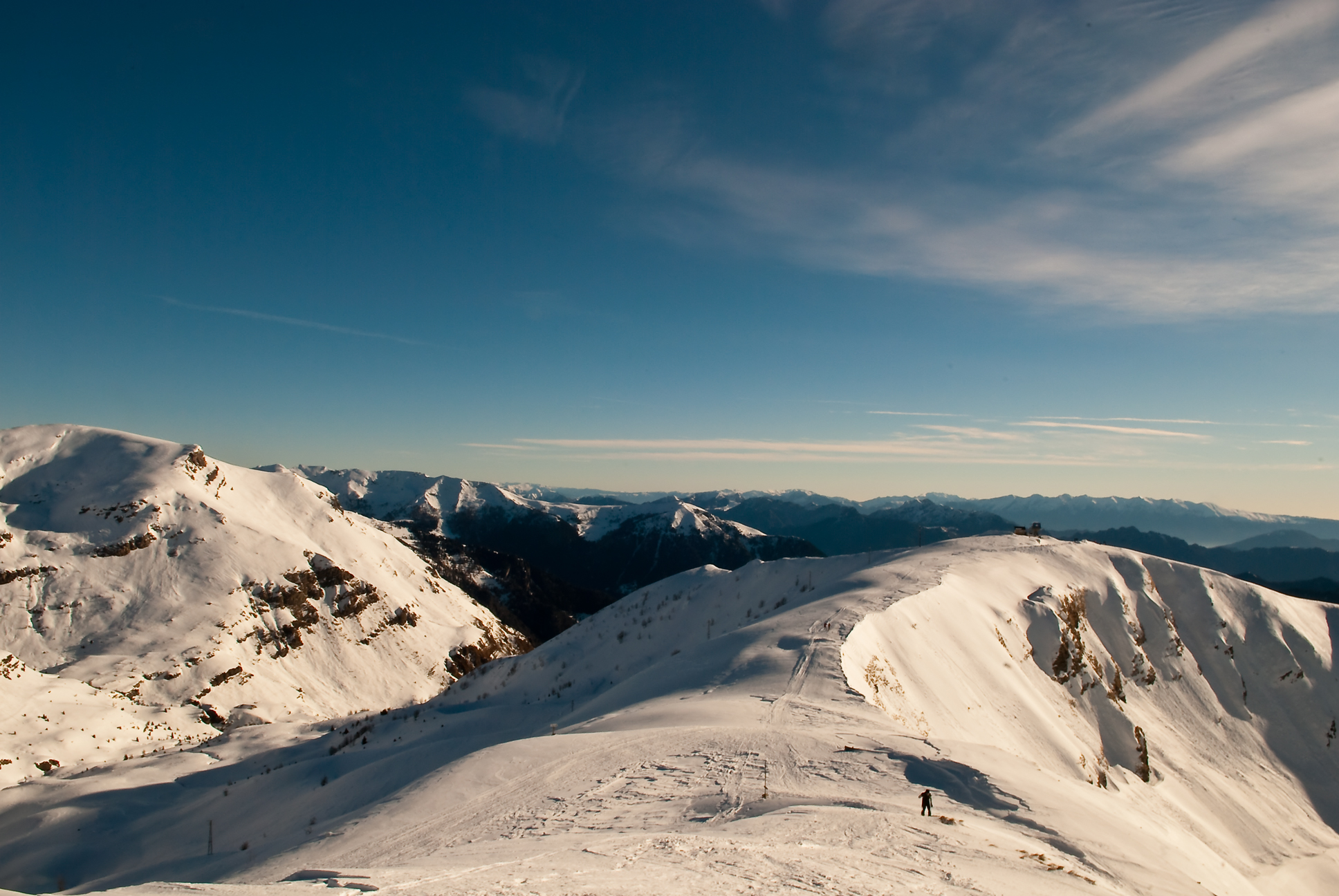
pohoří Carega